# Ronde van Vlaanderen 1947
De 31ste editie van de Ronde van Vlaanderen werd verreden op 27 april 1947 over een afstand van 257 km van Gent naar Wetteren. De gemiddelde uursnelheid van de winnaar was 36,280 km/h. Van de 213 vertrekkers bereikten er 56 de aankomst.

## Hellingen
- Kwaremont
- Kruisberg
- Edelareberg

## Uitslag
| Rang | Renner                    | Land      | Ploeg              | Tijd     |
| ---- | ------------------------- | --------- | ------------------ | -------- |
| 1    | Emiel Faingnaert          | België    | Groene Leeuw       | 7h05'00" |
| 2    | Roger Desmet              | België    | Alcyon-Dunlop      | zt       |
| 3    | Rik Renders               | België    | Garin-Wolber       | z.t.     |
| 4    | Camille Beeckman          | België    | Thompson           | op 12"   |
| 5    | Louis Thiétard            | Frankrijk | Metropole-Dunlop   | op 2'05" |
| 6    | Raymond De Smedt          | België    | Alcyon-Dunlop      | op 2'20" |
| 7    | Kléber Piot               | Frankrijk | Metropole-Dunlop   | op 2'30" |
| 8    | Georges Claes             | België    | Rochet-Dunlop      | z.t.     |
| 9    | Odiel Van Den Meersschaut | België    | Garin-Wolber       | z.t.     |
| 10   | Marcel Rijckaert          | België    | Mercier-Hutchinson | z.t.     |

1913 · 
1914 · 
1915 · 
1916 · 
1917 · 
1918 · 
1919 · 
1920 · 
1921 · 
1922 · 
1923 · 
1924 · 
1925 · 
1926 · 
1927 · 
1928 · 
1929 · 
1930 · 
1931 · 
1932 · 
1933 · 
1934 · 
1935 · 
1936 · 
1937 · 
1938 · 
1939 · 
1940 · 
1941 · 
1942 · 
1943 · 
1944 · 
1945 · 
1946 · 
1947 · 
1948 · 
1949 · 
1950 · 
1951 · 
1952 · 
1953 · 
1954 · 
1955 · 
1956 · 
1957 · 
1958 · 
1959 · 
1960 · 
1961 · 
1962 · 
1963 · 
1964 · 
1965 · 
1966 · 
1967 · 
1968 · 
1969 · 
1970 · 
1971 · 
1972 · 
1973 · 
1974 · 
1975 · 
1976 · 
1977 · 
1978 · 
1979 · 
1980 · 
1981 · 
1982 · 
1983 · 
1984 · 
1985 · 
1986 · 
1987 · 
1988 · 
1989 · 
1990 · 
1991 · 
1992 · 
1993 · 
1994 · 
1995 · 
1996 · 
1997 · 
1998 · 
1999 · 
2000 · 
2001 · 
2002 · 
2003 · 
2004 · 
2005 · 
2006 · 
2007 · 
2008 · 
2009 · 
2010 · 
2011 · 
2012 · 
2013 · 
2014 · 
2015 · 
2016 · 
2017 · 
2018 · 
2019 · 
2020 · 
2021 · 
2022 · 
2023 · 
2024
Lijst van beklimmingen